# Kisida Mel
Kisida Mel (岸田メル; Hepburn: Kishida Mel; Nagoja, 1983. szeptember 3. –) japán illusztrátor.

## Munkái

### Illusztrátorként
- Gakuszei sódzso (楽聖少女?) (író: Szugii Hikaru, kiadó: Dengeki Bunko)
- Anna to Professionals sorozat (アンナとプロフェッショナルズ?) (író: MAC, kiadó: Media Factory)
- Paracelsus no muszume sorozat (パラケルススの娘?) (író: Godai Jú, kiadó: MF Bunko J)
- Kamiszama no memocsó sorozat (神様のメモ帳?) (író: Szugii Hikaru, kiadó: Dengeki Bunko)
- Sinigamihime no szaikon (死神姫の再婚?) (író: Onogami Meija, kiadó: B’s-Log Bunko)
- Karaburu World (カラブルワールド?) (író: Kazuki Szaeko, kiadó: Gagaga Bunko)
- Taijó de taifú (太陽で台風?) (író: Hamu Bane, kiadó: Square Enix Novels)
- Micsihate no mukó no hikari (道果ての向こうの光?) (író: Akizuki Aszuka, kiadó: Regalo Series)
- Diet Punch! sorozat (ダイエット☆パンチ!?) (író: Reidzsó Hiroko, kiadó: Poplar)
- RDG Red Data Girl (RDG レッドデータガール?) (író: Ogivara Noriko, kiadó: Kadokawa Sneaker Bunko)
- Szakuragakura (サクラカグラ?) (író: Hiszaja Naoki, kiadó: Seikai-sha Fictions)

### Szereplőtervezőként
- Atelier Rorona: The Alchemist of Arland (ロロナのアトリエ 〜アーランドの錬金術士〜?) (videójáték, Gust)
- Atelier Totori: The Adventurer of Arland (トトリのアトリエ 〜アーランドの錬金術士2〜?) (videójáték, Gust)
- Atelier Meruru: The Apprentice of Arland (メルルのアトリエ 〜アーランドの錬金術士3〜?) (videójáték, Gust)
- Szora no voto (ソ・ラ・ノ・ヲ・ト?) (televíziós animesorozat)
- Hanaszaku iroha (花咲くいろは?) (televíziós animesorozat)
- Kamiszama no memocsó (神様のメモ帳?) (televíziós animesorozat)
- RDG Red Data Girl (RDG レッドデータガール?) (televíziós animesorozat)
- World Cosplay Summit kabalafigura[4]
- Omamori dansi! Kami Darling: Inisie no jakuszoku (お護り男子!神ダーりん 〜いにしえの約束〜?) (dráma CD)[5]
- School Fanfare (スクールファンファーレ?) (videójáték, Ameba)
- Blue Reflection (videójáték, Gust)
- Atelier Lulua: The Scion of Arland (ルルアのアトリエ アーランドの錬金術士４?) (videójáték, Gust)

### Animeillusztrátorként
- Nacu no arasi! Sunkafuju-csú (夏のあらし! 〜春夏冬中〜?) (a 3. epizód end cardja)
- Taszogare otome×Amnesia (黄昏乙女×アムネジア?) (a 10. epizódban látható előzetes illusztrációja)
- Niszekoi (ニセコイ?) (a 15. epizód end cardja)
- Wooser no szono-hi-gurasi: Mugen-hen (うーさーのその日暮らし 夢幻編?) (a 10. epizód end cardja)

### Egyebek
- Comic Market 82 katalógus (borító)
- Nakagava Sóko: nsum: Nakagava Sóko ga utatte mita! (nsum 〜中川翔子がうたってみた!〜?) (zenei lemez, borító)
- Az M’s Melody maid café felszolgálóinak kosztümjei[6]
- A Carnival Stars idol és maid café felszolgálóinak kosztümjei[7]

## Egyéb munkái

### Televízió
- MAG.net (MAG・ネット?) (2012. január 7. és 2012. május 4., NHK)
- Irakon (いらこん?) (2013. október 11., Fuji Televsion)[8]
- Wooser no szono-hi-gurasi: Mugen-hen (うーさーのその日暮らし 夢幻編?) (10. epizód, titokzatos maszkos kardforgató, szinkron)
- R no hószoku (Rの法則?) (2015. december 28., NHK)
- Konomacsi Research (コノマチ☆リサーチ?) (2016. augusztus 12., NHK)

### Rádió
- Hószó site mita (放送してみた!?) (Tokai Radio, alkalmi megjelenések)
- Okazaemon to Kisida Mel! (オカザえもんと岸田メル!?) (2014. április 5–napjainkig, Tokai Radio)

### Rendezvények
- Hirunanoni Rachel Night (ひるなのにレイチェルNight☆?) (Naked Loft, moderátor)

### Magazin
- Kisida Mel no konna purei va dódeszu ka? Mezasze! Cosplay dzsókjú-sa (岸田メルのこんなプレイはどうですか? 〜めざせ! コスプレ上級者〜?) (Comptiq)

## Diszkográfia
- Sayonara Ponytail: Sinszekai kókjógaku (新世界交響楽?) (2014. március 5., Epic Records Japan)[9]
- Nico Nico Douga to TV Tokyo Cukuriba kara umareta kikaku Album: Acumare! (ニコニコ動画 と テレビ東京 「 つくり場 」から生まれた企画アルバム～集まれ！?) (2014. február 19.)